# Urodexia uramyoides
Urodexia uramyoides är en tvåvingeart som först beskrevs av Townsend 1927.  Urodexia uramyoides ingår i släktet Urodexia och familjen parasitflugor. Inga underarter finns listade i Catalogue of Life.